# Deadache (canción)
«Deadache» es un sencillo publicado el 10 de diciembre de 2008 por la banda Lordi. La canción se encuentra en el disco Deadache. Es el segundo sencillo del álbum Deadache, donde podemos encontrar también la canción "Where's The Dragon", de la versión japonesa del disco Deadache. Es el primer sencillo donde podemos ver a Awa vestida de rojo
"Deadache" es una canción que trata del asesino en serie Ed Gein.

## Canciones
1. «Deadache» (03:28)
2. «Where's The Dragon» (02:59)

## Créditos
- Mr. Lordi (vocalista)
- Amen (guitarra)
- OX (bajo)
- Kita (batería)
- Awa (piano)